# Junta governativa gaúcha de 1891
A Junta governativa gaúcha de 1891 foi um tetravirato - governo exercido de forma conjunta por quatro pessoas - que governou o estado do Rio Grande do Sul entre 1891 e 1892. Era formada pelos seguintes membros:
- Joaquim Francisco de Assis Brasil
- João de Barros Cassal
- General Domingos Barreto Leite
- Manoel Luís da Rocha Osório.

A Junta governativa assumiu o governo do estado em 12 de novembro de 1891, após a tentativa de golpe de estado de Deodoro da Fonseca e o subsequente abandono do governo estadual por Júlio de Castilhos. Àquele momento, a situação política no Rio Grande do Sul tornava-se turbulenta, e o objetivo imediato da instauração da junta era de manter a ordem pública no estado.
O governo foi assumido de facto por Assis Brasil, que publicou o seguinte manifesto, estabelecendo seus objetivos à frente do governo, bem como os limites para a atuação da junta:
- Fazer a sociedade recuperar o sossego perdido;
- Combater a ditadura;
- Presidir, com a maior imparcialidade, a eleição que se deveria realizar.

A junta governativa logrou êxito em unir os gaúchos em torno desses objetivos. Uma vez concluído o processo eleitoral, Assis Brasil renunciou a seu cargo e desfez-se a junta, que permaneceu à frente do governo gaúcho até 8 de junho de 1892, quando assumiu o poder o Marechal Câmara.